# Distretto di Mancheng
Il distretto di Mancheng (满城区S, Mànchéng QūP) è un distretto della Cina, situato nella provincia di Hebei e amministrato dalla prefettura di Baoding.